# Corps de logis

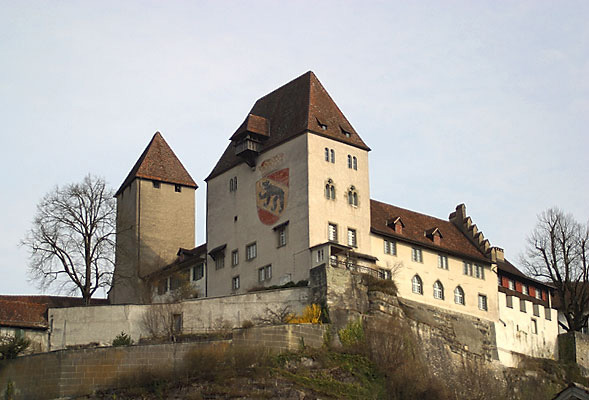
Corps de logis del Castillo de Burgdorf, con el escudo de Berna.

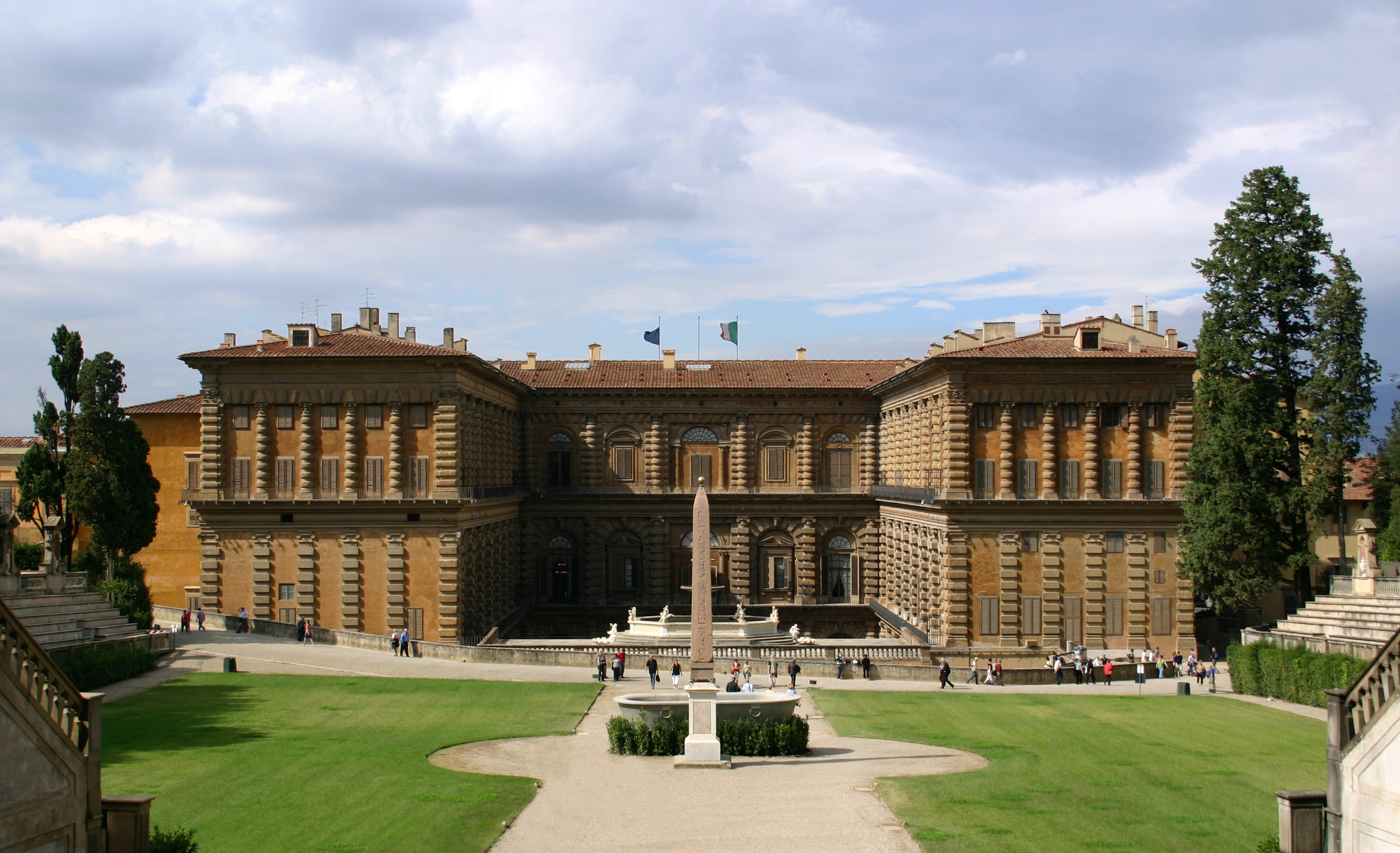
El corps de logis del Palazzo Pitti con un ala a cada lado.

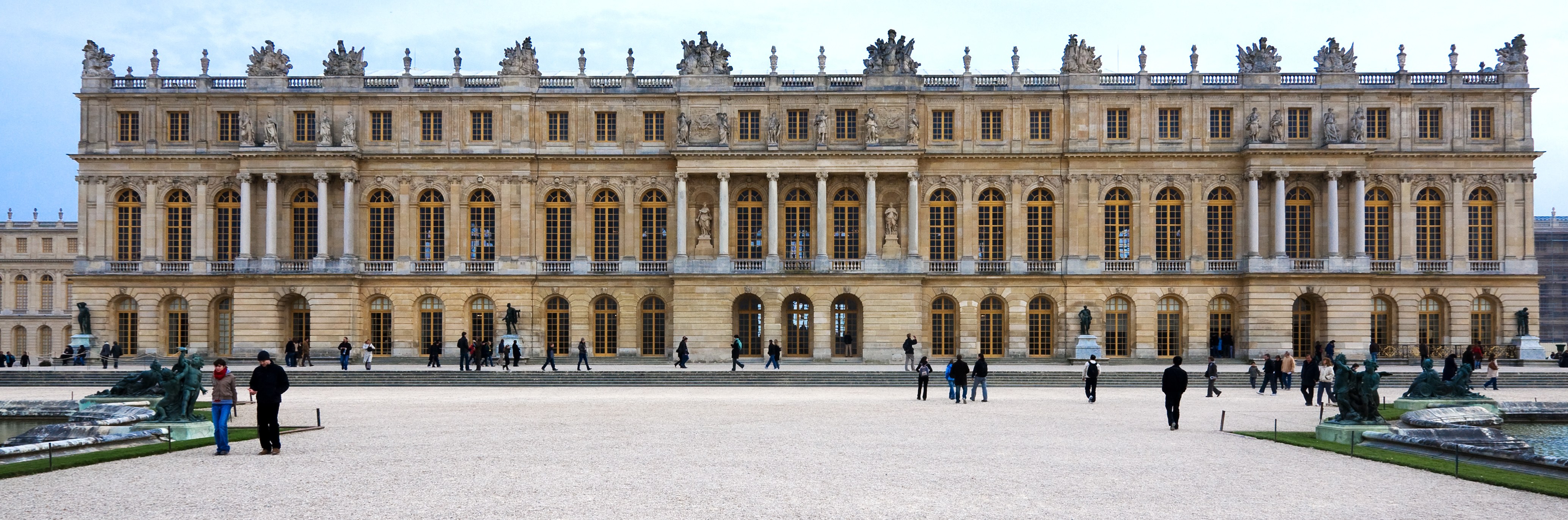
Corps de logis del Palacio de Versalles en avancée sur el jardín.

Corps de logis, también llamado corps principal, es un término utilizado en arquitectura para designar el cuerpo principal o central de un edificio de impostación tradicional.
En la arquitectura residencial tradicional, el logis es la parte de los edificios que contiene los apartamentos de los propietarios. Estos apartamentos son espacios privados compuestos de distintas habitaciones donde se retiraban de la sociedad las personas de importancia. Estas habitaciones se caracterizaban por un uso muy especializado (por ejemplo, los boudoirs o los cuartos de baño), mientras que las piezas comunes eran de un uso más polivante.
En las residencias importantes, el corps de logis contiene todos los apartamentos y las salas más importantes, incluidos comedores, salones y cámaras (salas de reunión). Las salas más elegantes de los castillos, casas solariegas y palacios están usualmente en la primera planta (el piano nobile).
La fachada de este cuerpo del edificio es la fachada principal porque contiene la entrada principal. Generalmente, se trata con atención porque aporta la identidad del edificio y allí encontramos avant-corps que simulan a veces gabletes que terminan tramos transversales coronados por frontones, y arrière-corps, ligeros rasgos que destacan a menudo las ventanas.
En función del diferente estilo arquitectónico de los edificios, desde la Edad Media se añadían a menudo alas (cuerpo del edificio en prolongación del corps de logis o pendicular a él, en general de manera simétrica) a las extremidades y se destacaba el cuerpo central para distinguirlo, sobre todo los que tienen un ligero resalto y ventanas decoradas con agrafes esculpidos, motivos decorativos o cabezas humanas (mascarones). Las alas también se podían prolongar hacia atrás, y corresponden tanto a las dependencias como a las galerías.
Cuando el conjunto contiene una plaza bordeada de edificios destinada a las recepciones con el corps de logis al fondo, esta plaza se denomina cour d'honneur. El jardin (usualmente francés o italiano) se sitúa detrás. Esta disposición institucional ha conducido a la forma del espacio teatral llamada "entre cour et jardin" ("entre patio y jardín").
La mayor parte de los edificios de la arquitectura clásica europea tienen un corps de logis (Palacio de Versalles, Palazzo Pitti...), así como los castillos medievales.